# Компањерос
Компањерос (шп. Compañeros, срп. Другари) je шпанска ТВ серија. Снимана је од 1998. до 2002. Године. Серија прати живот наставника и ученика из једне школе. Радња серије се одвија у школи Аскона. Серија је била релативно популарна у Шпанији због интересантних ликова и догађаја у њој.